# Oreochromis lidole
Espèce
Statut de conservation UICN

 CR (Possibly Extinct) A2d : 
En danger critique
Synonymes
- Tilapia lidole Trewavas, 1941
- Sarotherodon lidole (Trewavas, 1941)
- Tilapia squamipinnis (non Günther, 1864)
- Tilapia chungruruensis (non Ahl, 1924)[1]

Oreochromis lidole est une espèce de poisson de la famille des cichlidae et de l'ordre des Cichliformes. Cette espèce est endémique de l'Afrique. Il fait partie des nombreuses espèces regroupées sous le nom de Tilapia.

## Répartition géographique
Cette espèce est présente uniquement dans le lac Malawi, le lac Malombe et la rivière Shire. Cette zone est comprise entre le Malawi, le Mozambique et la Tanzanie.

## Alimentation
Oreochromis lidole se nourrit d'algues et de zooplancton.

## Reproduction
La saison de reproduction à lieu de septembre à mars, avec un pic entre octobre et février.

## Menaces et conservation
L'UICN (24 février 2023)  classe l'espèce en catégorie CR (en danger critique) dans la liste rouge des espèces menacées depuis 2018. L'espèce a vu sa population décliner de 94 % en 10 ans.

## Galerie

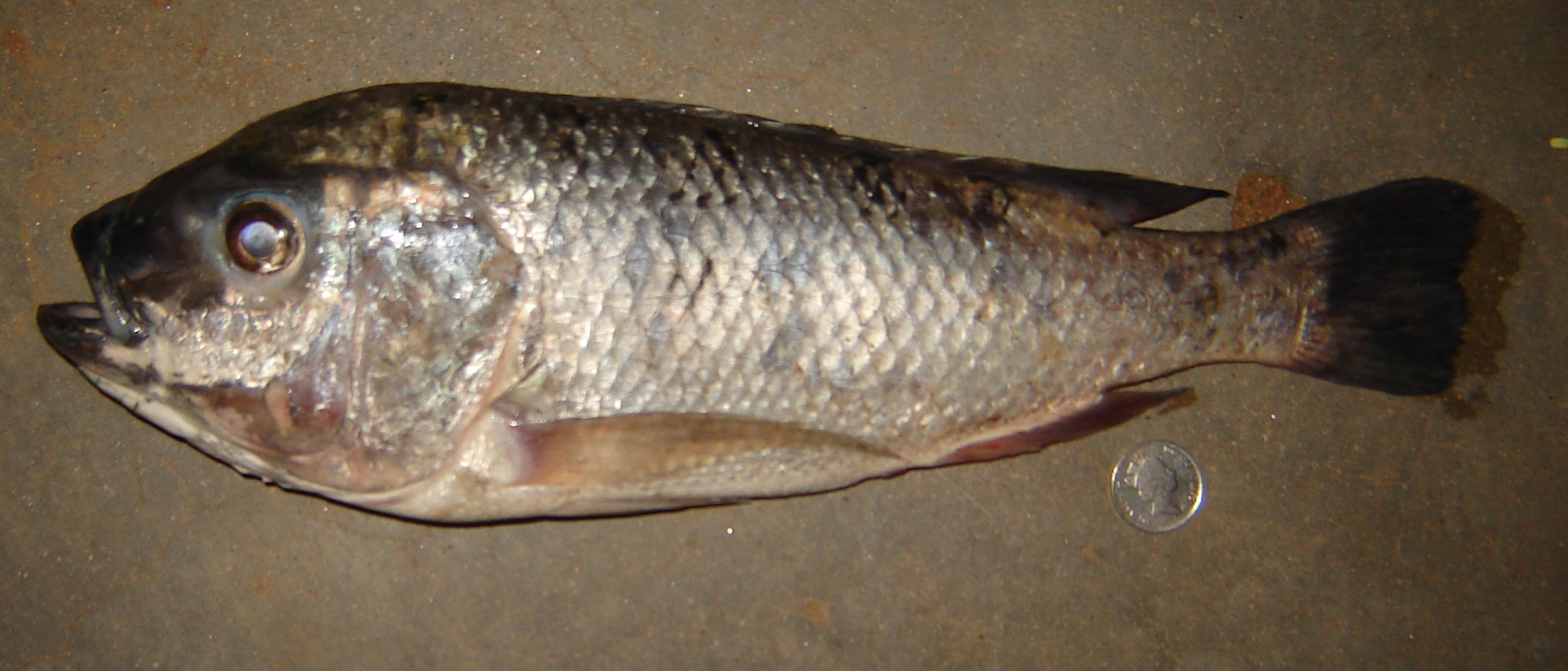
Femelle